# Аркадьєв Борис Андрійович
Борис Андрійович Аркадьєв (9 (21) вересня 1899, Санкт-Петербург — 17 жовтня 1986, Москва) — радянський футболіст і футбольний тренер. Головний тренер ЦБЧА (Москва) у період післявоєнного розквіту клубу (1944—1952). Шестиразовий чемпіон Радянського Союзу, в тому числі п'ять разів на чолі ЦБЧА. Головний тренер збірної СРСР на Олімпійських іграх 1952.

## Біографія
Кар'єру футболіста розпочав в петроградський команді «Унітас» в 1914 році, грав за московські клуби «Цукровики» (1923—1925), «Серп і Молот» (1926—1930) та «Металург» (1931—1936). Виступав за збірну Москви — 1925, 1930-31.
Заслужений майстер спорту СРСР (1942, знято у 1952, відновлено у 1955). Заслужений тренер СРСР (1957). Автор двох книг про футбол: «Тактика футбольной игры» (М., 1-е вид. — 1948, 4-е вид. — 1962) та «Игра полузащитников» (М., 1956 та 1958).
Як тренеру належить ряд оригінальних ідей та теоретичних розробок — дії нападників зі зміною місць в рамках «дубль-ве» («Динамо» у 1940), гра здвоєним центром нападу (В. Бобров та Г. Федотов у ЦБЧА), використання персональної опіки («Динамо» та ЦБЧА), взаємозамінність флангових гравців та участь крайніх захисників в атакувальних діях (В.Чистохвалов у ЦБЧА).
Освічена людина, ерудит, до футболістів звертався на «Ви».
Брат-близнюк заслуженого тренера СРСР з фехтування Аркадьєва Віталія Андрійовича (1899—1987).
Поховано на Востряковському кладовищі.

## Досягнення

### Як гравець
- Чемпіон Москви (2): 1932 (о), 1933 (о).

### Як тренер
- Чемпіон СРСР (6): 1940, 1946, 1947, 1948, 1950, 1951.
- Володар Кубка СРСР (4): 1945, 1948, 1951, 1957.